# 미국 대통령 선거 사우스캐롤라이나주
이 문서는 미국 대통령 선거 사우스캐롤라이나주 지역 데이터이다. 사우스캐롤라이나주는 1788년 5월 23일에 8번째로 미국 연방에 가입했으며, 1789년 미국 제1회 대통령 선거부터 지금까지 대통령 선거에 참여했다.

## 데이터
| 회수 | 실시 연도 | 선거인단 수 | 1위                      | 1위         | 1위       | 1위    | 2위                          | 2위         | 2위       | 2위    | 3위                          | 3위         | 3위     | 3위    | 4위                    | 4위        | 4위     | 4위    | 1위 당선 여부 | 비고               |
| 회수 | 실시 연도 | 선거인단 수 | 후보자 성명              | 소속 정당   | 득표 수   | 득표율 | 후보자 성명                  | 소속 정당   | 득표 수   | 득표율 | 후보자 성명                  | 소속 정당   | 득표 수 | 득표율 | 후보자 성명            | 소속 정당  | 득표 수 | 득표율 | 1위 당선 여부 | 비고               |
| ---- | --------- | ----------- | ------------------------ | ----------- | --------- | ------ | ---------------------------- | ----------- | --------- | ------ | ---------------------------- | ----------- | ------- | ------ | ---------------------- | ---------- | ------- | ------ | ------------- | ------------------ |
| 1    | 1789년    | 7           | 조지 워싱턴              | 무소속      | ?         | ?      | ?                            | ?           | ?         | ?      | ?                            | ?           | ?       | ?      | ?                      | ?          | ?       | ?      | 당선          |                    |
| 2    | 1792년    | 8           | 조지 워싱턴              | 무소속      | ?         | ?      | ?                            | ?           | ?         | ?      | ?                            | ?           | ?       | ?      | ?                      | ?          | ?       | ?      | 당선          |                    |
| 3    | 1796년    | 8           | 토머스 제퍼슨            | 민주공화당  | ?         | ?      | 존 애덤스                    | 연방당      | ?         | ?      | ?                            | ?           | ?       | ?      | ?                      | ?          | ?       | ?      | 낙선          |                    |
| 4    | 1800년    | 8           | 토머스 제퍼슨            | 민주공화당  | ?         | ?      | 존 애덤스                    | 연방당      | ?         | ?      | ?                            | ?           | ?       | ?      | ?                      | ?          | ?       | ?      | 당선          |                    |
| 5    | 1804년    | 10          | 토머스 제퍼슨            | 민주공화당  | ?         | ?      | 찰스 코츠워스 핑크니         | 연방당      | ?         | ?      | ?                            | ?           | ?       | ?      | ?                      | ?          | ?       | ?      | 당선          |                    |
| 6    | 1808년    | 10          | 제임스 매디슨            | 민주공화당  | ?         | ?      | 찰스 코츠워스 핑크니         | 연방당      | ?         | ?      | ?                            | ?           | ?       | ?      | ?                      | ?          | ?       | ?      | 당선          |                    |
| 7    | 1812년    | 11          | 제임스 매디슨            | 민주공화당  | ?         | ?      | 디윗 클린턴                  | 연방당      | ?         | ?      | ?                            | ?           | ?       | ?      | ?                      | ?          | ?       | ?      | 당선          |                    |
| 8    | 1816년    | 11          | 제임스 먼로              | 민주공화당  | ?         | ?      | 루퍼스 킹                    | 연방당      | ?         | ?      | ?                            | ?           | ?       | ?      | ?                      | ?          | ?       | ?      | 당선          |                    |
| 9    | 1820년    | 11          | 제임스 먼로              | 민주공화당  | ?         | ?      | ?                            | ?           | ?         | ?      | ?                            | ?           | ?       | ?      | ?                      | ?          | ?       | ?      | 당선          |                    |
| 10   | 1824년    | 11          | 앤드루 잭슨              | 민주공화당  | ?         | ?      | 존 퀸시 애덤스               | 민주공화당  | ?         | ?      | 헨리 클레이 시니어           | 민주공화당  | ?       | ?      | 윌리엄 해리스 크로퍼드 | 민주공화당 | ?       | ?      | 낙선          |                    |
| 11   | 1828년    | 11          | 앤드루 잭슨              | 민주당      | ?         | ?      | 존 퀸시 애덤스               | 국민공화당  | ?         | ?      | ?                            | ?           | ?       | ?      | ?                      | ?          | ?       | ?      | 당선          |                    |
| 12   | 1832년    | 11          | 존 플로이드              | 무효화당    | ?         | ?      | 앤드루 잭슨                  | 민주당      | ?         | ?      | 헨리 클레이 시니어           | 국민공화당  | ?       | ?      | ?                      | ?          | ?       | ?      | 낙선          |                    |
| 13   | 1836년    | 11          | 윌리 퍼슨 맹검           | 휘그당      | ?         | ?      | 마틴 밴 뷰런                 | 민주당      | ?         | ?      | ?                            | ?           | ?       | ?      | ?                      | ?          | ?       | ?      | 낙선          |                    |
| 14   | 1840년    | 11          | 마틴 밴 뷰런             | 민주당      | ?         | ?      | 윌리엄 헨리 해리슨           | 휘그당      | ?         | ?      | ?                            | ?           | ?       | ?      | ?                      | ?          | ?       | ?      | 낙선          |                    |
| 15   | 1844년    | 9           | 제임스 녹스 포크         | 민주당      | ?         | ?      | 헨리 클레이 시니어           | 휘그당      | ?         | ?      | ?                            | ?           | ?       | ?      | ?                      | ?          | ?       | ?      | 당선          |                    |
| 16   | 1848년    | 9           | 루이스 캐스              | 민주당      | ?         | ?      | 재커리 테일러                | 휘그당      | ?         | ?      | 마틴 밴 뷰런                 | 자유토지당  | ?       | ?      | ?                      | ?          | ?       | ?      | 낙선          |                    |
| 17   | 1852년    | 8           | 프랭클린 피어스          | 민주당      | ?         | ?      | 윈필드 스콧                  | 휘그당      | ?         | ?      | 존 파커 헤일                 | 자유토지당  | ?       | ?      | ?                      | ?          | ?       | ?      | 당선          |                    |
| 18   | 1856년    | 8           | 제임스 뷰캐넌            | 민주당      | ?         | ?      | 존 찰스 프리몬트             | 공화당      | ?         | ?      | 밀러드 필모어                | 무지당      | ?       | ?      | ?                      | ?          | ?       | ?      | 당선          |                    |
| 19   | 1860년    | 8           | 존 커벨 브레킨리지       | 남부 민주당 | ?         | ?      | 에이브러햄 링컨              | 공화당      | ?         | ?      | 스티븐 아널드 더글러스       | 북부 민주당 | ?       | ?      | 존 벨                  | 입헌연합당 | ?       | ?      | 낙선          |                    |
| 20   | 1864년    | 0           | 불참                     | 불참        | 불참      | 불참   | 불참                         | 불참        | 불참      | 불참   | 불참                         | 불참        | 불참    | 불참   | 불참                   | 불참       | 불참    | 불참   | (불참)        | 남부 연합 편입     |
| 21   | 1868년    | 6           | 율리시스 그랜트          | 공화당      | 62,301    | 57.93% | 호러티오 세이무어            | 민주당      | 45,237    | 42.07% | ?                            | ?           | ?       | ?      | ?                      | ?          | ?       | ?      | 당선          |                    |
| 22   | 1872년    | 7           | 율리시스 그랜트          | 공화당      | 72,290    | 75.73% | 호러스 그릴리                | 자유공화당  | 22,699    | 23.78% | ?                            | ?           | ?       | ?      | ?                      | ?          | ?       | ?      | 당선          |                    |
| 23   | 1876년    | 7           | 러더퍼드 버차드 헤이스   | 공화당      | 91,786    | 50.24% | 새뮤얼 존스 틸던             | 민주당      | 90,897    | 49.76% | ?                            | ?           | ?       | ?      | ?                      | ?          | ?       | ?      | 당선          |                    |
| 24   | 1880년    | 7           | 윈필드 스콧 핸콕         | 민주당      | 111,236   | 65.51% | 제임스 에이브럼 가필드       | 공화당      | 57,954    | 34.13% | ?                            | ?           | ?       | ?      | ?                      | ?          | ?       | ?      | 낙선          |                    |
| 25   | 1884년    | 9           | 그로버 클리블랜드        | 민주당      | 69,845    | 75.25% | 제임스 질레스피 블레인       | 공화당      | 21,730    | 23.41% | ?                            | ?           | ?       | ?      | ?                      | ?          | ?       | ?      | 당선          |                    |
| 26   | 1888년    | 9           | 그로버 클리블랜드        | 민주당      | 65,824    | 82.28% | 벤저민 해리슨                | 공화당      | 13,736    | 17.17% | ?                            | ?           | ?       | ?      | ?                      | ?          | ?       | ?      | 낙선          |                    |
| 27   | 1892년    | 9           | 그로버 클리블랜드        | 민주당      | 54,680    | 77.56% | 벤저민 해리슨                | 공화당      | 13,345    | 18.93% | ?                            | ?           | ?       | ?      | ?                      | ?          | ?       | ?      | 당선          |                    |
| 28   | 1896년    | 9           | 윌리엄 제닝스 브라이언   | 민주당      | 58,801    | 85.30% | 윌리엄 매킨리                | 공화당      | 9,313     | 13.51% | ?                            | ?           | ?       | ?      | ?                      | ?          | ?       | ?      | 낙선          |                    |
| 29   | 1900년    | 9           | 윌리엄 제닝스 브라이언   | 민주당      | 47,233    | 92.96% | 윌리엄 매킨리                | 공화당      | 3,579     | 7.04%  | ?                            | ?           | ?       | ?      | ?                      | ?          | ?       | ?      | 낙선          |                    |
| 30   | 1904년    | 9           | 앨턴 브룩스 파커         | 민주당      | 52,563    | 95.36% | 시어도어 루스벨트            | 공화당      | 2,554     | 4.62%  | ?                            | ?           | ?       | ?      | ?                      | ?          | ?       | ?      | 낙선          |                    |
| 31   | 1908년    | 9           | 윌리엄 제닝스 브라이언   | 민주당      | 62,288    | 93.84% | 윌리엄 하워드 태프트         | 공화당      | 3,945     | 5.94%  | ?                            | ?           | ?       | ?      | ?                      | ?          | ?       | ?      | 낙선          |                    |
| 32   | 1912년    | 9           | 우드로 윌슨              | 민주당      | 48,357    | 95.94% | 시어도어 루스벨트            | 진보당      | 1,293     | 2.57%  | 윌리엄 하워드 태프트         | 공화당      | 536     | 1.06%  | ?                      | ?          | ?       | ?      | 당선          |                    |
| 33   | 1916년    | 9           | 우드로 윌슨              | 민주당      | 61,846    | 96.71% | 찰스 에번스 휴스             | 공화당      | 1,550     | 2.42%  | ?                            | ?           | ?       | ?      | ?                      | ?          | ?       | ?      | 당선          |                    |
| 34   | 1920년    | 9           | 제임스 미들턴 콕스       | 민주당      | 64,170    | 96.05% | 워런 개머리얼 하딩           | 공화당      | 2,610     | 3.91%  | ?                            | ?           | ?       | ?      | ?                      | ?          | ?       | ?      | 낙선          |                    |
| 35   | 1924년    | 9           | 존 윌리엄 데이비스       | 민주당      | 49,008    | 96.56% | 캘빈 쿨리지                  | 공화당      | 1,123     | 2.21%  | ?                            | ?           | ?       | ?      | ?                      | ?          | ?       | ?      | 낙선          |                    |
| 36   | 1928년    | 9           | 앨 스미스                | 민주당      | 62,700    | 91.39% | 허버트 후버                  | 공화당      | 5,858     | 8.54%  | ?                            | ?           | ?       | ?      | ?                      | ?          | ?       | ?      | 낙선          |                    |
| 37   | 1932년    | 8           | 프랭클린 델라노 루스벨트 | 민주당      | 102,347   | 98.03% | 허버트 후버                  | 공화당      | 1,978     | 1.89%  | ?                            | ?           | ?       | ?      | ?                      | ?          | ?       | ?      | 당선          |                    |
| 38   | 1936년    | 8           | 프랭클린 델라노 루스벨트 | 민주당      | 113,791   | 98.57% | 앨프 랜던                    | 공화당      | 1,646     | 1.43%  | ?                            | ?           | ?       | ?      | ?                      | ?          | ?       | ?      | 당선          |                    |
| 39   | 1940년    | 8           | 프랭클린 델라노 루스벨트 | 민주당      | 95,470    | 95.63% | 웬들 윌키                    | 공화당      | 4,360     | 4.36%  | ?                            | ?           | ?       | ?      | ?                      | ?          | ?       | ?      | 당선          |                    |
| 40   | 1944년    | 8           | 프랭클린 델라노 루스벨트 | 민주당      | 90,601    | 87.64% | 토머스 에드먼드 듀이         | 공화당      | 4,610     | 4.46%  | ?                            | ?           | ?       | ?      | ?                      | ?          | ?       | ?      | 당선          |                    |
| 41   | 1948년    | 8           | 스트롬 서먼드            | 주권민주당  | 102,607   | 71.97% | 해리 트루먼                  | 민주당      | 34,423    | 24.14% | 토머스 에드먼드 듀이         | 공화당      | 5,386   | 3.78%  | ?                      | ?          | ?       | ?      | 낙선          |                    |
| 42   | 1952년    | 8           | 애들레이 스티븐슨        | 민주당      | 173,004   | 50.72% | 드와이트 데이비드 아이젠하워 | 공화당      | 168,082   | 49.28% | ?                            | ?           | ?       | ?      | ?                      | ?          | ?       | ?      | 낙선          |                    |
| 43   | 1956년    | 8           | 애들레이 스티븐슨        | 민주당      | 136,372   | 45.37% | 토머스 콜먼 앤드루스         | 주권당      | 88,509    | 29.45% | 드와이트 데이비드 아이젠하워 | 공화당      | 75,700  | 25.18% | ?                      | ?          | ?       | ?      | 낙선          | 앤드루스 중도 사퇴 |
| 44   | 1960년    | 8           | 존 피츠제럴드 케네디     | 민주당      | 198,129   | 51.24% | 리처드 닉슨                  | 공화당      | 188,558   | 48.76% | ?                            | ?           | ?       | ?      | ?                      | ?          | ?       | ?      | 당선          |                    |
| 45   | 1964년    | 8           | 배리 골드워터            | 공화당      | 309,048   | 58.89% | 린든 베인즈 존슨             | 민주당      | 215,700   | 41.10% | ?                            | ?           | ?       | ?      | ?                      | ?          | ?       | ?      | 낙선          |                    |
| 46   | 1968년    | 8           | 리처드 닉슨              | 공화당      | 254,062   | 38.09% | 조지 월리스                  | 미국 독립당 | 215,430   | 32.30% | 휴버트 험프리                | 민주당      | 197,486 | 29.61% | ?                      | ?          | ?       | ?      | 당선          |                    |
| 47   | 1972년    | 8           | 리처드 닉슨              | 공화당      | 478,427   | 70.58% | 조지 맥거번                  | 민주당      | 189,270   | 27.92% | ?                            | ?           | ?       | ?      | ?                      | ?          | ?       | ?      | 당선          |                    |
| 48   | 1976년    | 8           | 지미 카터                | 민주당      | 450,825   | 56.17% | 제럴드 포드                  | 공화당      | 346,140   | 43.13% | ?                            | ?           | ?       | ?      | ?                      | ?          | ?       | ?      | 당선          |                    |
| 49   | 1980년    | 8           | 로널드 레이건            | 공화당      | 441,207   | 49.57% | 지미 카터                    | 민주당      | 427,560   | 48.04% | 존 버야드 앤더슨             | 무소속      | 14,150  | 1.59%  | ?                      | ?          | ?       | ?      | 당선          |                    |
| 50   | 1984년    | 8           | 로널드 레이건            | 공화당      | 615,539   | 63.55% | 월터 먼데일                  | 민주당      | 344,470   | 35.57% | ?                            | ?           | ?       | ?      | ?                      | ?          | ?       | ?      | 당선          |                    |
| 51   | 1988년    | 8           | 조지 허버트 워커 부시    | 공화당      | 606,443   | 61.50% | 마이클 두카키스              | 민주당      | 370,554   | 37.58% | ?                            | ?           | ?       | ?      | ?                      | ?          | ?       | ?      | 당선          |                    |
| 52   | 1992년    | 8           | 조지 허버트 워커 부시    | 공화당      | 577,507   | 48.02% | 빌 클린턴                    | 민주당      | 479,514   | 39.88% | 로스 페로                    | 무소속      | 138,872 | 11.55% | ?                      | ?          | ?       | ?      | 낙선          |                    |
| 53   | 1996년    | 8           | 밥 돌                    | 공화당      | 573,458   | 49.89% | 빌 클린턴                    | 민주당      | 504,051   | 43.85% | 로스 페로                    | 무소속      | 64,386  | 5.60%  | ?                      | ?          | ?       | ?      | 낙선          |                    |
| 54   | 2000년    | 8           | 조지 워커 부시           | 공화당      | 786,426   | 56.83% | 앨 고어                      | 민주당      | 566,039   | 40.91% | ?                            | ?           | ?       | ?      | ?                      | ?          | ?       | ?      | 당선          |                    |
| 55   | 2004년    | 8           | 조지 워커 부시           | 공화당      | 937,974   | 57.98% | 존 케리                      | 민주당      | 661,699   | 40.90% | ?                            | ?           | ?       | ?      | ?                      | ?          | ?       | ?      | 당선          |                    |
| 56   | 2008년    | 8           | 존 매케인                | 공화당      | 1,034,896 | 53.87% | 버락 오바마                  | 민주당      | 862,449   | 44.90% | ?                            | ?           | ?       | ?      | ?                      | ?          | ?       | ?      | 낙선          |                    |
| 57   | 2012년    | 9           | 밋 롬니                  | 공화당      | 1,071,645 | 54.56% | 버락 오바마                  | 민주당      | 865,941   | 44.09% | ?                            | ?           | ?       | ?      | ?                      | ?          | ?       | ?      | 낙선          |                    |
| 58   | 2016년    | 9           | 도널드 트럼프            | 공화당      | 1,155,389 | 54.94% | 힐러리 클린턴                | 민주당      | 855,373   | 40.67% | ?                            | ?           | ?       | ?      | ?                      | ?          | ?       | ?      | 당선          |                    |
| 59   | 2020년    | 9           | 도널드 트럼프            | 공화당      | 1,385,103 | 55.11% | 조 바이든                    | 민주당      | 1,091,541 | 43.43% | ?                            | ?           | ?       | ?      | ?                      | ?          | ?       | ?      | 낙선          |                    |
| 60   | 2024년    | 9           | 도널드 트럼프            | 공화당      | 1,483,747 | 58.23% | 카멀라 해리스                | 민주당      | 1,028,452 | 40.36% | ?                            | ?           | ?       | ?      | ?                      | ?          | ?       | ?      | 당선          |                    |

## 군별 데이터

1868년
1872년
1876년
1880년
1884년
1888년
1892년
1896년
1900년
1904년
1908년
1912년
1916년
1920년
1924년
1928년
1932년
1936년
1940년
1944년
1948년
1952년
1956년
1960년
1964년
1968년
1972년
1976년
1980년
1984년
1988년
1992년
1996년
2000년
2004년
2008년
2012년
2016년
2020년
2024년

## 같이 보기
- 미국 대통령 선거
- 미국 대통령 선거 사우스캐롤라이나주
  - 1789년 미국 대통령 선거 사우스캐롤라이나주
  - 1792년 미국 대통령 선거 사우스캐롤라이나주
  - 1796년 미국 대통령 선거 사우스캐롤라이나주
  - 1800년 미국 대통령 선거 사우스캐롤라이나주
  - 1804년 미국 대통령 선거 사우스캐롤라이나주
  - 1808년 미국 대통령 선거 사우스캐롤라이나주
  - 1812년 미국 대통령 선거 사우스캐롤라이나주
  - 1816년 미국 대통령 선거 사우스캐롤라이나주
  - 1820년 미국 대통령 선거 사우스캐롤라이나주
  - 1824년 미국 대통령 선거 사우스캐롤라이나주
  - 1828년 미국 대통령 선거 사우스캐롤라이나주
  - 1832년 미국 대통령 선거 사우스캐롤라이나주
  - 1836년 미국 대통령 선거 사우스캐롤라이나주
  - 1840년 미국 대통령 선거 사우스캐롤라이나주
  - 1844년 미국 대통령 선거 사우스캐롤라이나주
  - 1848년 미국 대통령 선거 사우스캐롤라이나주
  - 1852년 미국 대통령 선거 사우스캐롤라이나주
  - 1856년 미국 대통령 선거 사우스캐롤라이나주
  - 1860년 미국 대통령 선거 사우스캐롤라이나주
  - 1868년 미국 대통령 선거 사우스캐롤라이나주
  - 1872년 미국 대통령 선거 사우스캐롤라이나주
  - 1876년 미국 대통령 선거 사우스캐롤라이나주
  - 1880년 미국 대통령 선거 사우스캐롤라이나주
  - 1884년 미국 대통령 선거 사우스캐롤라이나주
  - 1888년 미국 대통령 선거 사우스캐롤라이나주
  - 1892년 미국 대통령 선거 사우스캐롤라이나주
  - 1896년 미국 대통령 선거 사우스캐롤라이나주
  - 1900년 미국 대통령 선거 사우스캐롤라이나주
  - 1904년 미국 대통령 선거 사우스캐롤라이나주
  - 1908년 미국 대통령 선거 사우스캐롤라이나주
  - 1912년 미국 대통령 선거 사우스캐롤라이나주
  - 1916년 미국 대통령 선거 사우스캐롤라이나주
  - 1920년 미국 대통령 선거 사우스캐롤라이나주
  - 1924년 미국 대통령 선거 사우스캐롤라이나주
  - 1928년 미국 대통령 선거 사우스캐롤라이나주
  - 1932년 미국 대통령 선거 사우스캐롤라이나주
  - 1936년 미국 대통령 선거 사우스캐롤라이나주
  - 1940년 미국 대통령 선거 사우스캐롤라이나주
  - 1944년 미국 대통령 선거 사우스캐롤라이나주
  - 1948년 미국 대통령 선거 사우스캐롤라이나주
  - 1952년 미국 대통령 선거 사우스캐롤라이나주
  - 1956년 미국 대통령 선거 사우스캐롤라이나주
  - 1960년 미국 대통령 선거 사우스캐롤라이나주
  - 1964년 미국 대통령 선거 사우스캐롤라이나주
  - 1968년 미국 대통령 선거 사우스캐롤라이나주
  - 1972년 미국 대통령 선거 사우스캐롤라이나주
  - 1976년 미국 대통령 선거 사우스캐롤라이나주
  - 1980년 미국 대통령 선거 사우스캐롤라이나주
  - 1984년 미국 대통령 선거 사우스캐롤라이나주
  - 1988년 미국 대통령 선거 사우스캐롤라이나주
  - 1992년 미국 대통령 선거 사우스캐롤라이나주
  - 1996년 미국 대통령 선거 사우스캐롤라이나주
  - 2000년 미국 대통령 선거 사우스캐롤라이나주
  - 2004년 미국 대통령 선거 사우스캐롤라이나주
  - 2008년 미국 대통령 선거 사우스캐롤라이나주
  - 2012년 미국 대통령 선거 사우스캐롤라이나주
  - 2016년 미국 대통령 선거 사우스캐롤라이나주
  - 2020년 미국 대통령 선거 사우스캐롤라이나주
  - 2024년 미국 대통령 선거 사우스캐롤라이나주